# Open de Yixing de snooker 2013
L'Open de Yixing 2013 est un tournoi de snooker classé mineur, qui s'est déroulé du 11 au 15 juin 2013 au Sports Centre de Yixing en Chine. 

## Déroulement
Il s'agit de la deuxième épreuve du championnat européen des joueurs, une série de tournois disputés en Europe (8 épreuves) et en Asie (4 épreuves), lors desquels les joueurs doivent accumuler des points afin de se qualifier pour la grande finale à Preston.
L'événement compte un total de 139 participants, dont 128 ont atteint le tableau final. Le vainqueur remporte une prime de 10 000 £.
Le tournoi est remporté par Joe Perry qui défait Mark Selby en finale 4 manches à 1, son adversaire étant le joueur le mieux classé du tournoi. Il s'agit du premier tournoi classé remporté par Perry, lui qui compte déjà quelques pro-am et tournois non classés à son palmarès. Il prend la tête de l'ordre du mérite asiatique et ne participera à aucun des trois autres tournois en Asie.

## Dotation
La répartition des prix est la suivante :
- Vainqueur : 10 000 £
- Finaliste : 5 000 £
- Demi-finaliste : 2 500 £
- Quart de finaliste : 1 500 £
- 8èmes de finale : 1 000 £
- 16èmes de finale : 600 £
- Deuxième tour : 200 £
- Dotation totale : 50 000 £

## Phases finales
|  | Quarts de finale au meilleur des 7 manches | Quarts de finale au meilleur des 7 manches | Quarts de finale au meilleur des 7 manches |           |            | Demi-finales au meilleur des 7 manches | Demi-finales au meilleur des 7 manches | Demi-finales au meilleur des 7 manches |  |  | Finale au meilleur des 7 manches | Finale au meilleur des 7 manches | Finale au meilleur des 7 manches |
|  |                                            |                                            |                                            |           |            |                                        |                                        |                                        |  |  |                                  |                                  |                                  |
|  |                                            | Mark Selby                                 | 4                                          |           |            |                                        |                                        |                                        |  |  |                                  |                                  |                                  |
|  |                                            | Liu Chuang                                 | 0                                          |           |            |                                        |                                        |                                        |  |  |                                  |                                  |                                  |
|  |                                            | Liu Chuang                                 | 0                                          |           | Mark Selby | 4                                      |                                        |                                        |  |  |                                  |                                  |                                  |
|  |                                            |                                            |                                            |           | Mark Selby | 4                                      |                                        |                                        |  |  |                                  |                                  |                                  |
|  |                                            |                                            | Scott Donaldson                            | 0         |            |                                        |                                        |                                        |  |  |                                  |                                  |                                  |
|  |                                            | Scott Donaldson                            | Scott Donaldson                            | 0         | 4          |                                        |                                        |                                        |  |  |                                  |                                  |                                  |
|  |                                            | Scott Donaldson                            |                                            |           | 4          |                                        |                                        |                                        |  |  |                                  |                                  |                                  |
|  |                                            | Tian Pengfei                               | 3                                          |           |            |                                        |                                        |                                        |  |  |                                  |                                  |                                  |
|  |                                            |                                            |                                            |           |            |                                        |                                        |                                        |  |  |                                  | Mark Selby                       | 1                                |
|  |                                            |                                            |                                            | Joe Perry | 4          |                                        |                                        |                                        |  |  |                                  |                                  |                                  |
|  |                                            | Joe Perry                                  | 4                                          |           |            |                                        |                                        |                                        |  |  |                                  |                                  |                                  |
|  |                                            | Cao Yupeng                                 | 3                                          |           |            |                                        |                                        |                                        |  |  |                                  |                                  |                                  |
|  |                                            | Cao Yupeng                                 | 3                                          |           | Joe Perry  | 4                                      |                                        |                                        |  |  |                                  |                                  |                                  |
|  |                                            |                                            |                                            |           | Joe Perry  | 4                                      |                                        |                                        |  |  |                                  |                                  |                                  |
|  |                                            |                                            | Alan McManus                               | 2         |            |                                        |                                        |                                        |  |  |                                  |                                  |                                  |
|  |                                            | Yu Delu                                    | Alan McManus                               | 2         | 1          |                                        |                                        |                                        |  |  |                                  |                                  |                                  |
|  |                                            | Yu Delu                                    |                                            |           | 1          |                                        |                                        |                                        |  |  |                                  |                                  |                                  |
|  |                                            | Alan McManus                               | 4                                          |           |            |                                        |                                        |                                        |  |  |                                  |                                  |                                  |

## Finale
| Finale au meilleur des 7 manches Arbitre : ??? |                          |                      |
| Mark Selby Angleterre                          | 1 - 4 ( - )              | Joe Perry Angleterre |
| 0 ???                                          | Centuries Meilleur break | 0 70                 |
| Joe Perry remporte l'Open de Yixing 2013       |                          |                      |